# Hawksbill Mountain
Hawksbill Mountain est un sommet montagneux américain à la limite du comté de Madison et du comté de Page, en Virginie. Il culmine à 1 234 mètres d'altitude dans les montagnes Blue Ridge. Il est protégé au sein du parc national de Shenandoah, dont il est également le point culminant.